# モケグア県
モケグア県（モケグアけん、スペイン語: Región Moquegua）は、ペルーを構成する24の県の1つである。

## 隣接する県
- アレキパ県
- プーノ県
- タクナ県

## 行政区画
行政区画は3つの郡（英語：provinces。スペイン語：provincias、単数：provincia）に分けられる。それらは20の地区（英語：districts。スペイン語：distritos、単数：distrito）から構成される。
郡は以下の通りである。
| No | 郡名                  | 中心地            | 図 |
| -- | --------------------- | ----------------- | -- |
| 1  | General Sánchez Cerro | オマテ Omate      |    |
| 2  | Ilo                   | イロ Ilo          |    |
| 3  | Mariscal Nieto        | モケグア Moquegua |    |

## 県に関係のある人物
- 2010年代に知事を務めたマルティン・ビスカラは、2016年の総選挙を契機に第一副大統領に就任。一旦辞職後、2019年にペルー大統領となった。しかし2020年、知事時代の汚職事件を追及されて罷免されている[1]。